# Wolfram Schwinger
Walter Wolfram Schwinger (* 14. Juli 1928 in Dresden; † 17. Februar 2011 in Stuttgart) war ein deutscher Intendant, Musikschriftsteller und -kritiker.

## Leben
Schwinger war der Spross einer Theologenfamilie und hatte zwei Brüder. Er studierte Musikwissenschaft in Berlin und arbeitete zugleich als Journalist. Ein besonderes Naheverhältnis hatte er zu den Dirigenten Erich und Carlos Kleiber.
1954 wurde er mit einer Arbeit über Hippolyte Chélard an der Humboldt-Universität promoviert. Er schrieb damals auch eine populäre George-Gershwin-Biografie. 1960 ging er als Kritiker nach Hannover und 1964 nach Stuttgart.
Als Redakteur der Stuttgarter Zeitung hat er zahllose Artikel verfasst. Später wirkte er als Moderator der allmorgendlichen Musikstunde im SWDR. 1979 erschien seine Monografie über Krzysztof Penderecki (1994 in zweiter Auflage).
1975 wurde Schwinger in Stuttgart Operndirektor der Württembergischen Staatsoper, 1985 zudem stellvertretender Generalintendant. Er trieb die Erneuerung des Repertoires mit den Standardwerken voran, initiierte aber andererseits Aufführungen der Moderne mit Werken von Mauricio Kagel, György Ligeti, Bruno Maderna, Aribert Reimann und Wolfgang Rihm.
Als Regisseure verpflichtete er Achim Freyer, Harry Kupfer, Axel Manthey, Giancarlo del Monaco, Jean-Pierre Ponnelle, Robert Wilson und Götz Friedrich.
Wolfgang Gönnenwein und Klaus Zehelein bewirkten 1991 seinen Abgang. Er wirkte dann als künstlerischer Berater der Bachakademie.